# حیات وحش ساحل عاج

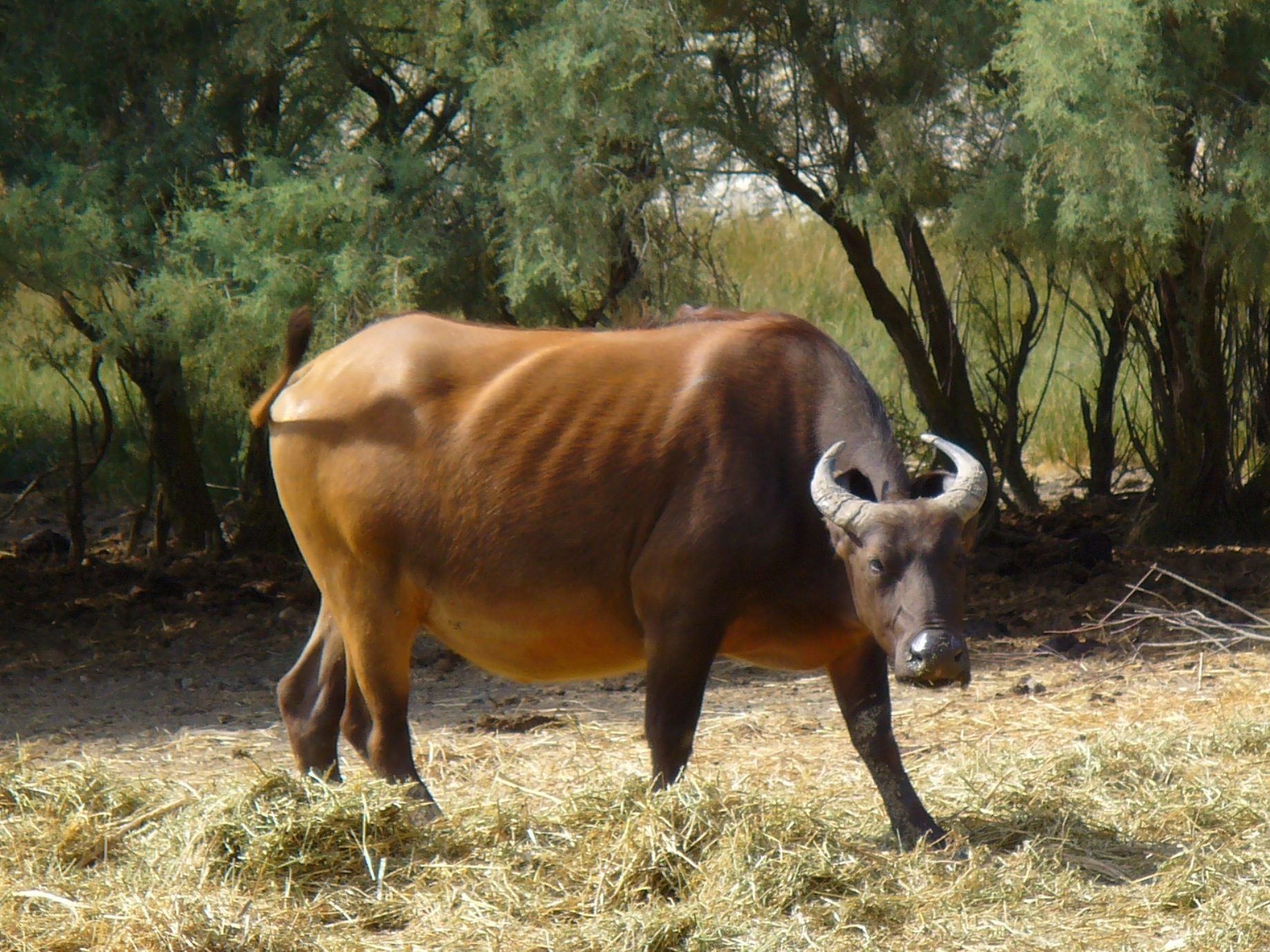
نمایی از یک گاومیش آفریقایی

حیات وحش ساحل عاج متشکل از گیاگان و زیاگان این کشور واقع در غرب آفریقا است.

## زیاگان
رشد جمعیت و جنگ‌های داخلی، همراه با جنگل‌زدایی، شکار برای گوشت و دیگر عوامل منجر به کاهش گوناگونی در میان حیوانات ساحل عاج شده‌اند؛ تا حدی که بسیاری اکنون محدود به مناطق محافظت‌شده هستند. در میان ۱۳۵ گونه پستاندار ثبت‌شده در پارک ملی کوموئه ۱۱ گونه پریمات شامل بابون زیتونی، میمون سبز، میمون مونا، شست‌بریده‌های سیاه‌وسفید و شامپانزه غربی وجود دارند. مجموعی از ۱۷ گونه گوشتخوار در آنجا مشاهده شده‌اند اما یوزپلنگ، سگ وحشی آفریقایی و شیر دیگر به نظر نمی‌رسد حضور داشته باشند. ۲۱ گونه از جفت‌سم‌سانان از جمله اسب آبی، خوک بیشه، گاومیش آفریقایی، کوب، غزالک پهلوسرخ، کل آب‌دوست، شاخ‌بلند ابرش و آهوی رنگ‌پریده در آنجا وجود دارند. پستانداران ثبت‌شده در پارک ملی تای شامل اسب آبی کوتوله و ۱۱ گونه میمون و همچنین فیل جنگلی آفریقایی، گاومیش، پولک‌پوست، پلنگ، شامپانزه و گورخر هستند.

## گیاگان
تا سال ۲۰۱۶، ۳۶۶۰ گونه از آوندداران در ساحل عاج ثبت شده بودند. کولاب اِبری غالباً پوشیده از مانگرو و گیاه علفی شامل گیاهان آبزی ریشه‌دار و شناور است. با فاصله گرفتن از سواحل، مرداب‌های وسیع با گیاهان علفی بزرگ‌تر و درختان کوچک دیده می‌شوند.